# Grimsby Town Football Club
El Grimsby Town Football Club es un club de fútbol profesional del Reino Unido con sede en Cleethorpes, Grimsby en North East Lincolnshire, Inglaterra, que compite en la EFL League Two, el cuarto nivel del sistema de ligas del fútbol inglés. El club fue fundado con el nombre de Grimsby Pelham en 1878, cambió su nombre a Grimsby Town un año después y se mudó a su estadio actual, Blundell Park, en 1898.
El Grimsby Town es el equipo más exitoso de los tres clubes profesionales de Lincolnshire, siendo el único que ha jugado en la primera división del fútbol inglés. También es el único club de los tres en llegar a una semifinal de la FA Cup (en dos ocasiones, ambas durante la década de 1930). Además, es el club de Lincolnshire que ha pasado más años jugando en alguna de las dos primeras categorías de Inglaterra. 
El descenso del Grimsby Town en 2010 lo convirtió en el sexto club en haber competido en cada una de las cinco categorías principales del fútbol inglés (después de Wimbledon, Wigan Athletic, Carlisle United, Oxford United y Luton Town, y antes de Leyton Orient, Notts County y Oldham Athletic). La asistencia a semifinales de la FA Cup de 1939 del Grimsby de 76.962 espectadores contra el Wolverhampton Wanderers sigue siendo un récord en el estadio Old Trafford del Manchester United. En 1954 se convirtió en el primer club inglés en contratar a un entrenador extranjero, el húngaro Elemér Berkessy. El jugador con mayor cantidad de partidos disputados para el club es John McDermott, quien jugó 754 partidos entre 1987 y 2007, mientras que su máximo goleador histórico es Pat Glover, con 180 goles entre 1930 y 1939).

## Historia
Su mayor logro ha llegado hasta la semifinal de la FA Cup (en dos ocasiones)

## Palmarés

### Torneos nacionales
Football League Championship (2):1901, 1934.
Football League One (3):1926, 1956, 1980.
Football League Two (1):1972.
Football League Trophy (1):1998.